# Carry-On
Carry-On és una pel·lícula de thriller d'acció estatunidenca del 2024 dirigida per Jaume Collet-Serra i escrita per T.J. Fixman. La pel·lícula és protagonitzada per Taron Egerton, Sofia Carson, Danielle Deadwyler i Jason Bateman. La seva trama segueix un jove oficial de la Transportation Security Administration a qui li fan xantatge perquè deixi un paquet perillós a bord d'un vol durant la nit de Nadal.
Es va estrenar a Netflix el 13 de desembre de 2024, amb subtítols en català. La pel·lícula va rebre crítiques positives.